# Vuorijärvi (sjö i Satakunta, Finland)
Vuorijärvi är en sjö i Finland. Den ligger i kommunen Siikais i landskapet Satakunta, i den sydvästra delen av landet, 240 km nordväst om huvudstaden Helsingfors. Vuorijärvi ligger 45,5 meter över havet. Den ligger vid sjön Haukilampi. I omgivningarna runt Vuorijärvi växer i huvudsak blandskog. Arean är 51,6 hektar och strandlinjen är 6,66 kilometer lång. Sjön  ingår i Karvia å huvudavrinningsområde. 